# Exomalopsis campestris
Exomalopsis campestris là một loài Hymenoptera trong họ Apidae. Loài này được Silveira mô tả khoa học năm 1996.